# Орден «Кирилло і Мефодій»
Орден « Кирило і Мефодій » ( болг. Орден «Кирил и Методий» був заснований 13 грудня 1950  як наступник ордена «Святі Рівноапостольні Кирило і Мефодій» 1909 року. Орден мав три ступені та призначався для нагородження болгарських та іноземних громадян за плідну діяльність у галузі освіти, культури та науки, а також за великі заслуги у вихованні болгарського народу. Скасований в 1991 році, його наступник: орден «Святі Кирило і Мефодій».

## Опис
Орден налічує три ступені. Має форму медалі, правильне коло з діаметром 36 мм. Односторонній. На лицьовій стороні зображені Святі брати Кирило і Мефодій, що тримають книгу і розгорнутий пергамент з першими літерами абетки А, Б, В, Г. У верхній частині ордену знаходиться п'ятикутна зірочка, до якої кріпиться вушко для з'єднання з п'ятикутною колодкою. Всі ступені ордена мають однакові розміри, але різний колір металу та емалі. Знак 1-го ступеня виготовлявся із жовтого металу, а фон аверсу покритий червоною емаллю. Знак 2-го ступеня виготовлявся з білого металу та має синій фон, 3-й – з білого металу з білим фоном. Всі ступені мають однакову стрічку - світло-синю.

## Кавалери ордену
Орден за номером один був вручений болгарському професору математики Ніколі Обрешкову 22 травня 1952 року. Серед нагороджених орденом, був Джон Атанасов (1970 р.), льотчик-космонавт СРСР Андріян Григорович Миколаїв, радянський учений-біохімік, академік Юрій Анатолійович Овчинников, поет Ніл Гілевич, радянський актор Олексій Баталов. У 1963 році орден був вручений болгарському живописцю Бенчо Обрешкову, однофамільцю кавалера ордена №1.